# Isoperla buresi
Isoperla buresi is een steenvlieg uit de familie Perlodidae. De wetenschappelijke naam van de soort is voor het eerst geldig gepubliceerd in 1962 door Raušer.